# San Guillermo
San Guillermo is een gemeente in de Filipijnse provincie Isabela in het noordoosten van het eiland Luzon. Bij de laatste census in 2007 had de gemeente bijna 17 duizend inwoners.

## Geografie

### Bestuurlijke indeling
San Guillermo is onderverdeeld in de volgende 26 barangays:
| - Anonang - Aringay - Burgos - Calaoagan - Centro 1 - Centro 2 - Colorado - Dietban - Dingading - Dipacamo - Estrella - Guam - Nakar | - Palawan - Progreso - Rizal - San Francisco Norte - San Francisco Sur - San Mariano Norte - San Mariano Sur - San Rafael - Sinalugan - Villa Remedios - Villa Rose - Villa Sanchez - Villa Teresita |

## Demografie
San Guillermo had bij de census van 2007 een inwoneraantal van 16.865 mensen. Dit zijn 3.527 mensen (26,4%) meer dan bij de vorige census van 2000. De gemiddelde jaarlijkse groei komt daarmee uit op 3,29%, hetgeen hoger is dan het landelijk jaarlijks gemiddelde over deze periode (2,04%). Vergeleken met de census van 1995 is het aantal mensen met 4.359 (34,9%) toegenomen.

De bevolkingsdichtheid van San Guillermo was ten tijde van de laatste census, met 16.865 inwoners op 325,49 km², 51,8 mensen per km².